# Johann Hermann von Motz
Johann Hermann von Motz (døbt 13. marts 1743 i Kassel – 7. maj 1829) var en tysk arkitekt.
Hans forældre var landssekretær Johann Dieterich von Motz og NN. Han blev hentet til Danmark af prins Carl af Hessen og blev officer og hofintendant hos prinsesse Louise, som var gift med landgreven. Motz fik til opgave at tegne parrets lystslot Louisenlund ved Slien, og det er også Motz eneste betydelige værk. I sin oprindelige udformning var et ret beskedent senbarokt hus i en etage med stort mansardtag. 
Johann Hermann von Motz var efter Nicolaus Sigismund Bauers død 1777 – på grund af protektion fra bl.a. Carl af Hessen, Arveprinsen og general Heinrich Wilhelm von Huth – favorit blandt ansøgerne til landbygmesterembedet og modtog kgl. udnævnelse 1. juli 1779. I 1783 måtte Motz dog afgive Holsten til C.F. Hansen. Motz fortsatte som landbygmester i Slesvig indtil 1809, hvor Lorentz Kreiser blev udnævnt, nu under navn af kongelig bygningsinspektør for Slesvig.
Motz ægtede 4. december 1778 Ursula Elisabeth Flesburg (9. november 1761 i Cosel – 10. juni 1840), datter af amtsforvalter, justitsråd Jens Flesburg og Johanne Fridericia født Linden. 

## Værker
- Vandmølle i Flensborg
- Økonomibygninger ved Lyksborg Slot (efter 1786)
- Projekt til pastorat i Born (ikke opført efter Motz' tegning)
- Louisenlund ved Slien (mellem 1772 og 1776, senere udvidet)